# Seven7oo
La Seven7oo è un gruppo musicale Drill Italiano, nato nel 2021, formato dai rapper di San Siro: Rondodasosa, Neima Ezza, Vale Pain, Sacky, Keta e Kilimoney.

## Discografia
- Seven7oo Mixtape (2022)